# Мейнандер, Карл Фредрик
Карл Фредрик Вальдемар Мейнандер (швед. Carl Fredrik Waldemar Meinander; 6 октября 1916, Гельсингфорс, Великое княжество Финляндское — 23 августа 2004, Хельсинки, Финляндия) — финский археолог шведского происхождения, профессор финской и скандинавской археологии в Университете Хельсинки. Отец известного финского историка Хенрика Мейнандера (род. 1960).

## Биография
Карл Фредрик Мейнандер родился 6 октября 1916 года в Хельсинки (Гельсингфорсе), в семье искусствоведа Карла Конрада Мейнандера.
В 1934 году поступил в Хельсинкский университет, в 1939—1943 годах участвовал в Советско-финской, затем во Второй мировой войне.
С 1947 по 1954 год был ассистентом археологической комиссии; впоследствии, с 1957 по 1970 год, возглавлял её. В 1952 году занимался исследованиями культуры ямочной керамики на Аландских островах. В 1954 году защитил докторскую диссертацию об археологических находках бронзового века в Финляндии. В 1956 и 1958 годах проводил археологические раскопки в СССР, в 1961 году — на юге Египта. В 1971 году стал профессором Хельсинкского университета. В 1973—1977 годах возглавлял Финское общество памятников древности. Вышел в отставку в 1982 году. Ввёл в археологическую науку термин «субнеолитическая культура».
Скончался 23 августа 2004 года в Хельсинки.

## Научная деятельность
В отличие от предыдущих исследователей, Мейнандер утверждал, что образцы культур каменного века могли сохраниться до бронзового века, который, в свою очередь, без какого-либо «большого драматизма» переходит в железный век. Мейнандер занял жёсткую позицию по вопросу о преемственности поселений бронзового века и железному. Касательно такого «непрерывного» перехода уже существовали доказательства для поселений на юго-западе Финляндии, но не внутри страны. В течение 1950-х и 1960-х годов были сделаны открытия, изменившие представления учёных о культуре поселений и их непрерывности в прибрежной зоне. Мейнандер серьёзно занимался изучением возраста находок из железа. В эссе Dåvits. En essä om förromersk järnålder (1969 год) он недвусмысленно показал, что широко известные и принятые наукой в то время тезисы Альфреда Хэкмена о том, что финны заселили территорию Финляндии лишь после начала новой эры, более не выдерживают критики. Современная археологическая наука признаёт выводы Мейнандера о том, что руины прибрежных поселений относятся к каменному, а не к железному веку.